# Pulque
A pulque egy mexikói eredetű alkoholos ital, melyet az agávé (leggyakrabban az Agave salmiana faj, melyet magueynek neveznek) nedvének erjesztésével készítenek. Állaga tejszerű, kicsit savanykás, kovászos íze van, de forgalmazzák mézes és gyümölcsös változatban is.

## Története
Története számos régi ábrázolás tanúbizonysága szerint legalább 1800 évre nyúlik vissza. A spanyol hódítók megérkezése előtt egyfajta szakrális italként fogyasztották, főleg vallási szertartások és győzelmi ünnepek alkalmával. A különböző közép-amerikai őslakosok többféle történetet alkottak meg a pulque eredetével kapcsolatban, a legtöbben mitológiai eredetűnek hitték. Egyes legendák szerint az agávé nedve (az úgynevezett aguamiel) Mayahuel istennő vére, emellett Ometotchtlit is a pulque istenének tartották. Voltak olyan indián legendák is, melyek szerint egy Tlacuache nevű oposszum-szerű lény fedezte fel, aki a világ első részege volt. Szerintük ő tervezte meg a folyók medreit, általában egyenes vonalúra, de amikor részeg volt, akkor keletkeztek a folyók kanyarulatai. A toltékok történetei szerint viszont nem égi eredetű az ital, hanem valamikor Tecpancaltzin uralkodása idején (990-1042) egy Papantzin nevű nemesember jött rá készítési módjára.
A spanyolok megérkezése után a pulque elvesztette szakrális jellegét, és általánosan kedvelt itallá vált. Bár a hódítók időszakonként változó szigorúságú szabályozást vezettek be (1672-től kezdve igen szigorút), Mexikó függetlenedése után ezek a korlátozások megszűntek vagy enyhültek: ekkor robbanásszerűen megnőtt a pulque elterjedtsége, ráadásul ezt az is segítette, hogy 1866-ban megépült a Veracruzt Mexikóvárossal összekötő vasút, mely áthaladt a pulque legfőbb készítési területén, Hidalgo államon is.
A 20. század kezdetétől azonban ismét csökkent a népszerűsége, elsősorban a sör elterjedése miatt, de az is közrejátszott benne, hogy az 1930-as években Lázaro Cárdenas kormánya az általános alkoholellenes kampány keretében a pulque ellen is agitált. Az 1970-es évek táján már nagyon lebecsült volt, sokan a „szegény falusiak” italának tartották, és elterjedt volt az a nézet, hogy általában egészségtelen körülmények között állítják elő.

## Elkészítése

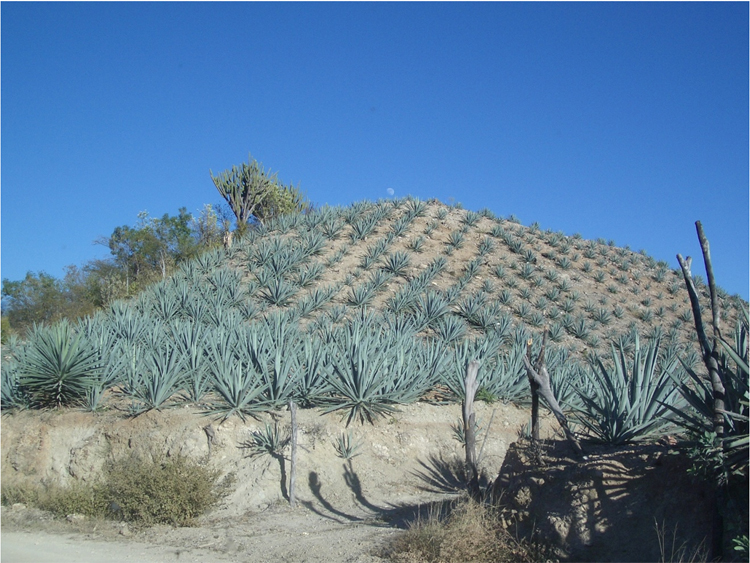
Egy maguey-ültetvény

A pulque előállítása hosszú ideig tart és kényes munka: egy maguey-növénynek 12 évet kell növekednie, mire kivonható belőle a nedv, de a jó fajták ezután akár egy évig is termelik a folyadékot (átlagosan 4-6 hónapig). A lét naponta kétszer szokták lefejteni (régen lopótökkel, ma acéleszközökkel), egy növény hozama átlagosan 5-6 liter naponta. A gyűjtések között eltelő időben a leveleket a növény közepe fölé szokták hajlítani, hogy megvédjék a középen gyűlő nedvet a rovaroktól és a portól.
A lét ezután úgynevezett tinacalokba szállítják: ezek olyan épületek, ahol kádakban (tina) folyik az erjesztés. A kádakba érett maguey-magokat tesznek, hogy beinduljon az erjedés, melyet a sörrel ellentétben nem élesztő végez, hanem baktériumok. Mivel az erjedés folyamatosan tart azután is, hogy a lényegében elkészült ital forgalomba kerül, ezért nem tartható el sokáig.

## Fogyasztása

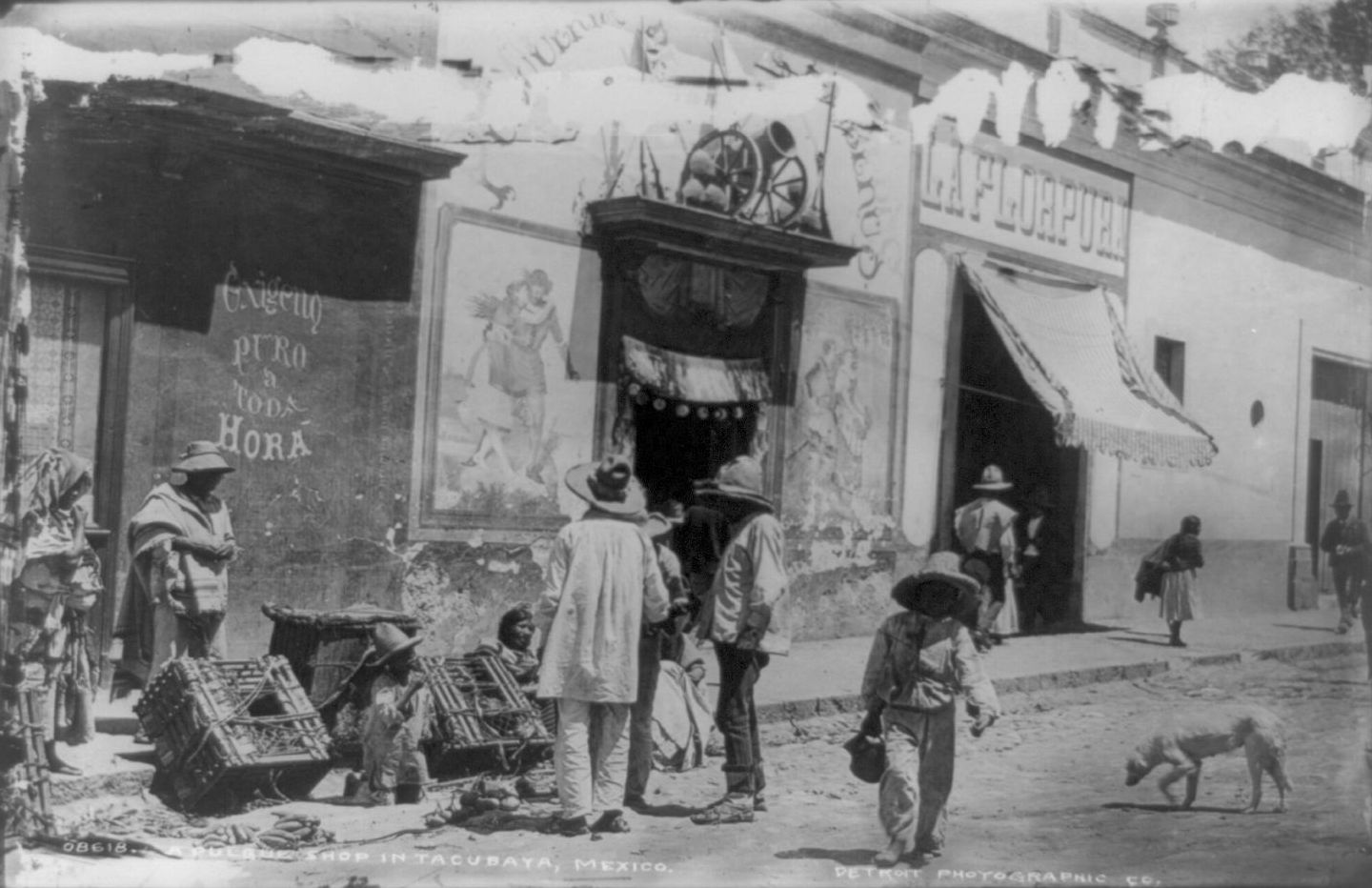
Egy pulquería Tacubayában (1884 körül)

Hagyományosan a pulquét úgynevezett pulqueríákban, külön erre a célra szolgáló „kocsmákban” isszák. A 20. század elejétől kezdve társadalmilag elfogadottá vált az ilyen helyek látogatása, sőt, néhány rendkívül elegáns pulquería is létesült. Számos pulquería szinte zártkörűvé vált, az „idegen” vendégeket gyanús szemmel figyelték vagy egyáltalán nem törődtek velük, csak miután valaki gyakran látogatott el és sokat fogyasztott. Voltak helyek, ahonnan a nők teljesen ki voltak tiltva, és olyanok, ahol külön részlegeket alakítottak ki a két nem számára.
A legtöbb pulquét Hidalgo és Tlaxcala területén állítják elő, így általában itt lehet a legfrissebb (és ezáltal legjobb) italt kapni. Ha a vendéglőbe friss áru érkezik, arra általában az ajtó fölé akasztott fehér zászlóval hívják fel a figyelmet.

## Turizmus
Bár a pulque népszerűsége a mexikói lakosok körében csökken, mégis egyre többen tartják úgy, hogy az ősi kultúra eme emléke kiváló turistacsalogató lehet. Tlaxcala államban például létrehozták a Ruta del Pulque (A pulque útja) nevű útvonalat, melyet bejárva a látogatók eljutnak egy régi pulquekészítő üzembe San Bartolo községben (ahol kóstolót is kapnak), majd Nanacamilpában egy palackozóüzembe is, ahol likőrgyártás is folyik.